# Чрешнєвець (Словенська Бистриця)
Чрешнєвець (словен. Črešnjevec) — поселення в общині Словенська Бистриця, Подравський регіон‎, Словенія.